# Adinandra formosana
Adinandra formosana är en tvåhjärtbladig växtart som beskrevs av Bunzo Hayata. Adinandra formosana ingår i släktet Adinandra och familjen Pentaphylacaceae.

## Underarter
Arten delas in i följande underarter:
- A. f. caudata
- A. f. hypochlora
- A. f. obtussisima